# Erythrodolius calamitosus
Erythrodolius calamitosus là một loài tò vò trong họ Ichneumonidae.